# Zastava Američke Samoe
Zastava Američke Samoe je službeno usvojena 24. travnja 1960. Zastava se sastoji od plavog polja s bijelim trokutom crvenog ruba, čija je baza na desnom rubu zastave, a vrh na lijevom. Orao na zastavi predstavlja povezanost Američke Samoe sa Sjedinjenim Američkim Državama. Orao u kandžama drži tradicionalne simbole moći samoanskih poglavica.